# Молодіжний (Слов'янськ)
Молодіжний (Молодіжка, ЖЕУ №3) (до 1984 року мікрорайон Комсомольський) — житловий масив у мікрорайоні Лісний в місті Слов'янськ.

## Історія
Забудовувався у 1966-1980-х роках.
Виник як мікрорайон Комсомольський, але після відкриття поруч корпусу педагогічного університету 1984 року, став називатися Молодіжний.
У 2016 році після утворення комітету мікрорайону Лісний, мікрорайони Лісний та Молодіжний було об'єднано.